# Branża gier komputerowych we Francji
Branża gier komputerowych we Francji – ogół produkcji i dystrybucji gier komputerowych we Francji. Gry komputerowe, rozumiane jako oprogramowanie komputerowe przeznaczone do celów edukacyjnych i rozrywkowych, stanowią we Francji istotną część kultury. Począwszy od wczesnych lat 80. XX wieku, gry komputerowe powstałe na terenie Francji poruszały tematy pionierskie dla branży (osadzenie w lokalnej rzeczywistości, satyry polityczne), jak również zdradzały wyraźną inspirację estetyką komiksów francusko-belgijskich. Od połowy lat 90. XX wieku postępowała jednak stagnacja francuskiej branży, wskutek czego administracja francuska podjęła kroki ku instytucjonalizacji tamtejszych gier komputerowych jako dziedziny sztuki. Do najważniejszych wydawnictw zajmujących się dystrybucją gier komputerowych we Francji należą Ubisoft oraz Focus Entertainment.

## Pierwsze gry komputerowe we Francji, rozwój rynków gier konsolowych iarcade(1960–1984)
Za pierwszy program komputerowy przeznaczony do celów rozrywkowych odpowiadał Paul Braffort, członek awangardowej grupy literackiej OuLiPo. Wraz z André Lussanem Braffort zaprogramował w 1960 roku adaptację gry planszowej gomoku. Od tego momentu technologie informatyczne stopniowo były zauważalne w mediach. W 1963 roku francuski dziennikarz Roger Louis zademonstrował możliwości komputera Antinéa, który potrafił rozgrywać tradycyjną chińską grę Nim, znaną też jako Marienbad. W 1968 roku przedsiębiorstwo Thomson-Brandt tymczasowo udostępniło w Grenoble komputer potrafiący rozgrywać z człowiekiem partię gomoku. Interakcja z komputerem odbywała się z użyciem pióra optycznego, za którego pomocą użytkownik wskazywał pola do ustawiania kamieni. Ówcześnie zauważalną tendencją było eksperymentowanie z adaptacjami gier tradycyjnych oraz użyciem w nich sztucznej inteligencji.
To jednak nie Francja, lecz Stany Zjednoczone zapoczątkowały powszechną dystrybucję gier komputerowych w celach komercyjnych. Od momentu, gdy we Francji pojawiła się gra na automaty Pong (Atari, 1972) Allana Alcorna, branża rozrywkowa we Francji masowo importowała gry arcade, a od 1975 roku – także konsolowe, ze Stanów Zjednoczonych oraz Japonii. Od połowy lat 70. XX wieku Atari oficjalnie produkowało automaty z grami na terenie Francji, choć powszechna była też produkcja nieautoryzowanych gier komputerowych tego przedsiębiorstwa. Atari szczególnie skonfliktowane było z dwiema francuskimi firmami produkującymi gry na automaty arcade, Sidamem oraz Valadon Automation; przyczyną sporu była nieautoryzowana dystrybucja Centipede (Atari, 1980) Eda Logga i Dony Bailey. Wyrok paryskiego sądu apelacyjnego z 1984 roku unieważnił jednak roszczenia Atari wobec wspomnianych dwu firm. W międzyczasie pracownik Valadonu, Jacques Brissé, zaprojektował pierwszą oryginalną grę francuską Le Bagnard (Valadon Automation, 1982). W Le Bagnard gracze wcielali się w rolę więźnia, którego celem była kradzież złota z podziemnej kopalni i unikanie bądź ogłuszanie strażników. Le Bagnard zawierał prosty syntezator głosu oraz animowane interludium, kończące się ogłuszeniem strażnika przez więźnia, który wystawał zza krawędzi ekranu. Rodzimą produkcję konsol okresowo zdominowało z kolei przedsiębiorstwo Société Occitane d’Électronique (1975–1980), które stopniowo traciło jednak na znaczeniu w obliczu konkurencji ze strony Atari oraz Mattela.
W 1981 roku, kiedy do władzy doszła Francuska Partia Socjalistyczna z François Mitterrandem jako prezydentem, rozwój rynku automatów do gry został zahamowany. Ustawą o finansach z 1982 roku socjaliści przeforsowali podatek nakładający od 1000 do 1500 franków od każdego automatu arcade. Sami użytkownicy automatów do gry byli stygmatyzowani w prasie i telewizji głównego nurtu. Nastąpił niebawem spory spadek liczby zarejestrowanych automatów (z 363 tysięcy w 1980 roku do 182 tysięcy w 1988 roku). Także rynek konsol przeszedł załamanie z powodu globalnej zapaści w 1983 roku.

## Początek emancypacji francuskiej kultury cyfrowej (1984–1992)
W obliczu zapaści rynku automatów i konsol gry komputerowe miały przeżyć bujny rozwój na komputerach osobistych. Rozwój ów stymulowały rządy Mitterranda. Francuski prezydent jeszcze w 1982 roku doprowadził do nacjonalizacji przedsiębiorstwa CII-Honeywell-Bull, na potrzeby produkcji linii komputerów osobistych marki Thomson. Równocześnie ówczesny premier Pierre Mauroy zapowiedział realizację planu „L’Informatique Pour Tous” (Informatyka dla wszystkich), którego celem było wyposażenie placówek edukacyjnych w komputery Thomson. Stąd też zachęcano społeczeństwo francuskie do szkolenia się w obsłudze komputerów osobistych oraz tworzenia oprogramowania, a w grach komputerowych widziano środek służący realizacji owego celu. Powstawały pierwsze periodyki publikujące porady dotyczące programowania oraz kody źródłowe amatorskich gier komputerowych, na przykład działający od 1978 roku „L’Ordinateur Individuel”.
W 1983 roku minister kultury Jack Lang założył fundację Octet, która podczas swojej trzyletniej działalności udzielała wsparcia finansowego lokalnym producentom gier. Finansowemu wsparciu oprogramowania towarzyszyło powstanie pierwszych wytwórni gier (Infogrames, Ère informatique, Loriciels). Ponieważ początkowo fabrykowały one jedynie kopie zagranicznych przebojów z automatów arcade, nie cieszyły się popularnością. Dlatego sporą rolę w dalszym rozwoju wypadków odegrał artykuł dziennikarza Guy Delcourta La puce aux œufs d’or (Chip znoszący złote jaja), opublikowany na łamach czasopisma „Tilt”. Delcourt zachęcał producentów francuskich, aby osadzali swoje gry w rzeczywistości bliższej codziennym realiom. Istotnie, w momencie publikacji artykułu Delcourta nastąpił gwałtowny wzrost liczby francuskich gier przygodowych, które często komentowały stan społeczeństwa Francji . Przybywało również literatury poświęconej grom komputerowym, czego przykładem było nie tylko wspomniane czasopismo „Tilt” (1982–1994), ale również jego konkurencja: skandalizujący „Hebdogiciel” (1983–1987), „Génération 4” (1987–2004) oraz tygodnik „Joystick Hebdo” (1987–1990, przekształcony później w miesięcznik „Joystick”).

### Kontestacja
W 1984 roku Jean-Louis Le Breton, dawny uczestnik protestów studenckich w maju 1968 roku i dotychczasowy muzyk, założył wraz z Fabrice’em Gille’em spółkę Froggy Software. W ciągu trzech lat istnienia Froggy Software wydało kilkanaście gier, najważniejszą z nich okazał się jednak Paranoïak (Froggy Software, 1984) autorstwa Le Bretona. W Paranoïaku, zdobywcy nagrody Pomme d’Or przyznanej przez przedsiębiorstwo Apple, gracz wcielał się w osobę cierpiącą na wiele różnych chorób psychicznych, kompleksów i natręctw. Oryginalność tematu gry wynikała zarówno z owego punktu wyjściowego, jak i ostentacyjnego skupienia na współczesności oraz braku jakiejkolwiek ikonografii fantasy . Le Breton nadzorował także powstanie szeregu różnych gier o tematyce satyrycznej. Wyróżniały się wśród nich Baratin blues (Froggy Software, 1986) François Lamoureux’go i Pascala Labrevois’go, kpiący z prywatyzacji spółek dostarczających wodę pitną do Paryża oraz ze wszechobecności Coca-Coli; Même les pommes de terre ont des yeux (Froggy Software, 1985) autorstwa projektantki Clotilde Marion, satyra na południowoamerykańskie dyktatury, w tym rządy terroru Augusta Pinocheta w Chile; oraz La Femme qui ne supportait pas les ordinateurs (Froggy Software, 1986) autorstwa Chine Lanzmann, pierwsza w historii gra francuska o profilu feministycznym, w której przedmiotem ataku była seksistowska, zdominowana przez mężczyzn przestrzeń internetowych forów dyskusyjnych .
Motywy kontestacyjne pojawiały się również w produkcjach studia Cobra Soft, założonego także w 1984 roku przez Bertranda Brocarda i Gilles’a Bertina. Brocard znany był przede wszystkim z autorskiej serii gier quasi-komputerowych, quasi-planszowych pod nazwą Meurtres. Zawarta w nich intryga stanowiła pretekst dla ukazania dalekosiężnych wpływów nazizmu w Europie. Meurtre à grande vitesse (Cobra Soft, 1984), gra poświęcona śmierci fikcyjnego senatora w pociągu TGV na trasie Marsylia – Paryż, nawiązywała bezpośrednio do dziedzictwa rządów Vichy (senator miał niegdyś wydać jedną z podejrzanych gestapowcom). Meurtres sur l’Atlantique (Cobra Soft, 1985), mimo że rozgrywała się na transatlantyckim statku pasażerskim w roku 1938, również nawiązywała do współczesności, gdyż gra odzwierciedlała obawy związane z narastającą popularnością skrajnie prawicowego Frontu Narodowego. W Meurtres en série (Cobra Soft, 1987), dziejącej się we współczesności na normandzkiej wyspie Sark, byli niemieccy żołnierze dokonują mordów na mieszkańcach w poszukiwaniu skarbu ukrytego pod ziemią jeszcze podczas II wojny światowej. Meurtres à Venise (Cobra Soft, 1988) tylko teoretycznie zmieniała perspektywę, gdyż należało w niej zapobiec zamachowi przygotowywanemu przez komunistyczną bojówkę w Wenecji. Twórcy gry jednak czynili także aluzję do innej, skrajnie prawicowej loży masońskiej Propaganda Due, której członkiem jest komisarz zlecający graczowi zadanie unieszkodliwienia komunistów . Cobra Soft wydała również między innymi: grę Dossier G: L’Affaire du Rainbow Warrior (Cobra Soft, 1986) Daniela Lefebvre’a o skandalu politycznym wywołanym zatopieniem tytułowego statku Greenpeace’u przez wywiad francuski, a także grę zręcznościową Cessna Over Moscow (Cobra Soft, 1987) poświęconą wyczynowi Mathiasa Rusta.
Oprócz gier politycznych Brocarda w problematyce współczesnej głęboko zakorzeniona była twórczość François Coulona. Wespół ze swoim kolegą Cyrille’em Vanoye’em napisał on dwie skandalizujące gry przygodowe. Dossier Palmer (The Soft Machine, 1985) nawiązywała do sprawy rabunku dokonanego w Wielkiej Brytanii przez bandę Billa Palmera. Hawaii (Excalibur, 1986) obśmiewało z kolei różne strony sceny politycznej: nie tylko prawicę (przede wszystkim Jeana-Marie Le Pena i premiera elekta Jacques’a Chiraca), ale również lewicę (poprzez nawiązanie do afery Rainbow Warrior) . Swoją karierę Coulon kontynuował już w obrębie hipertekstu graficznego, czego wyrazem był nowatorski program L’Égérie (Logiciels d’en Face, 1990), w którym historia paryskiej dziewczyny kształtowała się w różnych wariantach w zależności od obiektów, które gracz klikał na załączonych ilustracjach .
Tematyka rozliczeniowa pojawiała się także w grach studiów Coktel Vision i Lankhor. Pracownica Coktel Vision, martynikańska projektantka Muriel Tramis, wespół z Patrickiem Chamoiseau napisała dwie gry poświęcone tematyce kolonializmu i niewolnictwa na Karaibach. Méwilo (Coktel Vision, 1987), osadzony w martynikańskim mieście Saint-Pierre w 1902 roku, przedstawia niuanse związane z tożsamością francuskojęzycznych Kreoli oraz ich stosunkiem do francuskich kolonizatorów. W grze przygodowo-zręcznościowo-strategicznej Freedom (Coktel Vision, 1988) gracz odtwarzał z kolei przebieg powstania przeciwko białym właścicielom plantacji cukru na Karaibach, przy czym gra nie stroniła od drastycznych środków wyrazu. Natomiast w studiu Lankhor pod przywództwem Bruno Gouriera oraz Jeana-Luca i Béatrice Langlois powstały dwie cenione gry przygodowe. Le Manoir de Mortevielle (Lankhor, 1987) i Maupiti Island (Lankhor, 1990) zasłynęły obsługą wyraźnie brzmiącego syntezatora mowy, ale również poruszały wątki dotyczące tożsamości narodowej, w tym nieprzepracowanego dziedzictwa Państwa Vichy (Mortevielle) oraz francuskiego kolonializmu (Maupiti Island).

### Lokalna odmiana survival horrorów

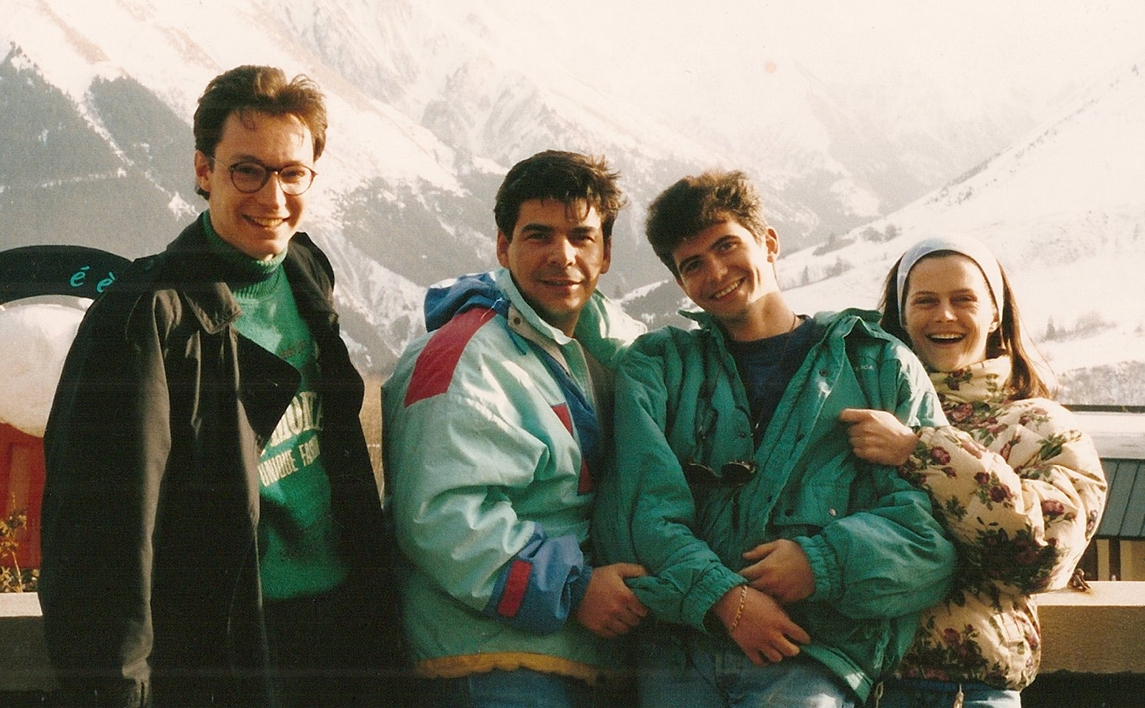
Od lewej: Laurent Salmeron, Didier Chanfray, Frédérick Raynal i Yaël Barroz

Już na początku istnienia francuskiej kultury cyfrowej powstawały gry osadzone w tematyce grozy, które można było zaliczyć do survival horrorów, tzn. gier nawiązujących do tematyki literatury i filmów grozy, wywołujących efekt obrzydzenia, często też symulujących rozstrój psychiczny sterowanych postaci. L’Aigle d’or (Loriciels, 1984) autorstwa Louisa-Marie Rocques’a, w którym należało przemierzać wnętrza westfalskiego zamku w poszukiwaniu skarbu, wyróżniał się pionierskim połączeniem konwencji gier przygodowych oraz gier akcji. Kontrola nad postacią odbywała się bezpośrednio za pomocą klawiatury. Dopiero jednak Infernal Runner (Loriciels, 1985) Michela Koella i Yves’a Korty, w którym należało wydostać swojego awatara z niebezpiecznego labiryntu, obfitował w drastyczne sceny śmierci typowe dla podgatunku gore. Twórcą portu programistycznego Infernal Runnera na komputery Amstrad CPC był Éric Chahi, który stworzył z kolei grę przygodową Le Pacte (Loriciels, 1986), wzorowaną na filmie Horror Amityville. Najdrastyczniejszą grą przygodową lat 80. powstałą we Francji była jednak zapomniana Massacre (Loriciels, 1987) według projektu Francisa Piérota, gdzie awatar mógł zostać pożarty żywcem lub zdekapitowany.
Z francuską odmianą survival horrorów utożsamia się jednak głównie gry Zombi (Ubi Soft, 1986) oraz Alone in the Dark (Infogrames, 1992). Zombi, adaptacja filmu Świt żywych trupów George’a A. Romero o czworgu ludzi odpierających atak zombie na centrum handlowe, pozwalała przemierzać budynek z perspektywy pierwszej osoby w poszukiwaniu żywności, broni i paliwa. Również w widoku pierwszoosobowym należało odpierać ustawiczne ataki zombie. Alone in the Dark w reżyserii Frédéricka Raynala ustanowił podwaliny trójwymiarowego komputerowego horroru; postacie trójwymiarowe przemieszczały się po dwuwymiarowych sceneriach, przy sztywnych ustawieniach kamery. Alone in the Dark był oparty na prozie H.P. Lovecrafta i w dużej mierze przyczynił się do upowszechnienia dorobku pioniera nowoczesnego horroru; sam Raynal jednak po konflikcie z Infogrames założył osobne studio Adeline Software, zajmujące się do końca dekady produkcją gier dla młodszej grupy odbiorców (m.in. Little Big Adventure, 1994) . Odpowiedzialny za scenariusz do Alone in the Dark Hubert Chardot brał również udział w produkcji kolejnych gier Infogrames inspirowanych twórczością Lovecrafta, na przykład Shadow of the Comet (Infogrames, 1993) oraz Prisoner of Ice (Infogrames, 1995).

### Fantastyka naukowa

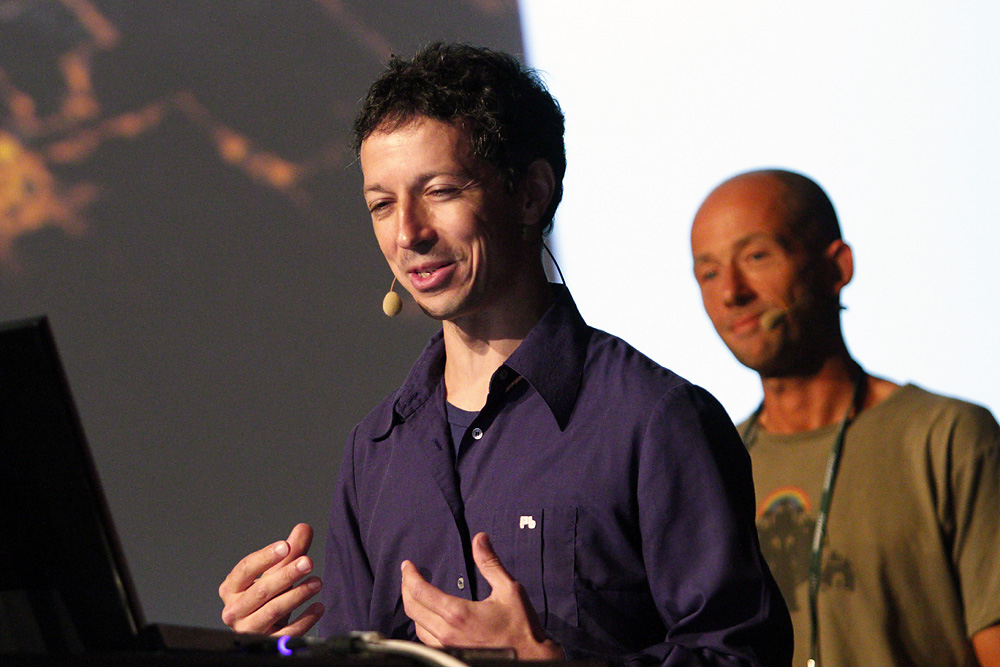
Éric Chahi, autor Another World

Największy sukces odnosiły jednak francuskie gry w konwencji fantastycznonaukowej. Często pojawiały się w nich motywy podróży w czasie lub czasoprzestrzeni. Za przykład może posłużyć gra Captain Blood (Exxos, 1987) autorstwa Didiera Bouchona i Philippe’a Ulricha, której bohater – paryski programista – zostaje wciągnięty do stworzonego przezeń świata. Żeby przeżyć, należy podróżować pomiędzy różnymi planetami i nawiązywać komunikację z Obcymi; co unikatowe, rozmowa z ksenomorfami odbywała się za pomocą ideogramów symbolizujących różne pojęcia abstrakcyjne. Captain Blood, częściowo dzięki wyrafinowanym odniesieniom wizualnym do malarstwa Hansa Rudolfa Gigera, odniósł ogromny sukces w krajach Europy Zachodniej.
Motyw podróży w czasie pojawiał się też w innej cenionej grze francuskiej, Les Voyageurs du temps (Delphine Software, 1989) Paula Cuisseta. Za oprawę graficzną do gry (znanej też pod tytułem anglojęzycznym Future Wars) odpowiadał Éric Chahi, który niebawem zaprojektował własny utwór o randze międzynarodowej. Another World (Delphine Software, 1991) wyróżniał się nie tylko nowatorskim projektem (gra stawiała przed graczem różnorodne wyzwania i była pozbawiona klasycznego interfejsu w postaci np. punktacji), ale też przesłaniem. Główny bohater Another World, Lester Chaykin, podczas przeprowadzania w zupełnej samotności eksperymentu nad cząstkami elementarnymi zostaje wchłonięty do alternatywnej rzeczywistości, do czego przyczynia się boska interwencja. Nowatorska w skali gier francuskich była zawarta w Another World refleksja nad otwarciem na obcą istotę; protagoniście nieustannie ratował życie autonomiczny tubylec.
Podróż w czasie była także domeną takich utworów, jak Le Passager du temps (Ère informatique, 1986) i Conspiration de l’an III (Ubi Soft, 1989) według scenariusza Patricka Beaujouana, Voyage au centre de la Terre (Chip Software, 1988) Carla Percontiego i Mathieu Hofsetha, Explora (Infomédia, 1989–1991) Michela Centelles’a i Marca Fajala. Największym powodzeniem cieszyła się wszelako konwencjonalna przygodowa gra akcji Flashback (Delphine Software, 1992) Cuisseta. Choć Flashback zapożyczał swoje rozwiązania fabularne od znanych amerykańskich filmów science fiction, okazał się istotnym produktem eksportowym francuskiej branży gier komputerowych , do 2019 roku sprzedając się w liczbie 2,2 miliona egzemplarzy . Powodzeniem cieszyła się również gra B.A.T. (Computer’s Dream, 1989) Hervé Lange’a i Oliviera Cordoléaniego, która łączyła w sobie elementy różnych gatunków i wyróżniała się antykapitalistyczną tonacją.

### Inne zjawiska: adaptacje literatury regionalnej, lokalna odmianafantasy, tematyka egzotyczna
Wydawnictwo Infogrames, założone w 1982 roku przez Bruno Bonnella oraz Christophe’a Sapeta, obrało jeszcze inny profil wydawniczy. Infogrames specjalizowało się przede wszystkim w adaptacjach komiksów i powieści obrazkowych francusko-belgijskiego pochodzenia. Gry takie jak Les Passagers du vent (Infogrames, 1986, na podstawie powieści Pasażerowie wiatru) oraz Iznogoud (Infogrames, 1987) zbyt dosłownie traktowały materiał literacki . Infogrames przebiło się do świadomości krytyków spoza Francji dopiero grą North & South (Infogrames, 1989) w reżyserii Stéphane’a Baudeta, poświęconą wojnie secesyjnej w Stanach Zjednoczonych .
Założone w 1987 roku przez braci Louisa-Marie i André Rocques’ów studio Silmarils specjalizowało się początkowo w imitacjach przygód Indiany Jonesa (Le Fétiche Maya, 1989)  oraz Pięcioksięgu przygód Sokolego Oka (Colorado, 1990). Dwaj pracownicy studia, Pascal Einsweiler i Michel Pernot, odpowiadali z kolei za gry fabularne inspirowane utworami tolkienowskimi: Crystals of Arborea (1990) oraz trylogię Ishar (1992–1994) . W Silmarils powstała też prekursorska gra survivalowa Robinson’s Requiem (1994) na motywach powieści Daniela Defoe . Wszystkie wymienione produkcje Silmarils cechowały się symulacją środowisk trójwymiarowych za pomocą dwuwymiarowych sprite’ów , a gry Einsweilera i Pernota dodatkowo symulowały perspektywę pierwszoosobową .

## Stagnacja i kryzys branżowy (1993–2008)

### Tło branżowe i instytucjonalne

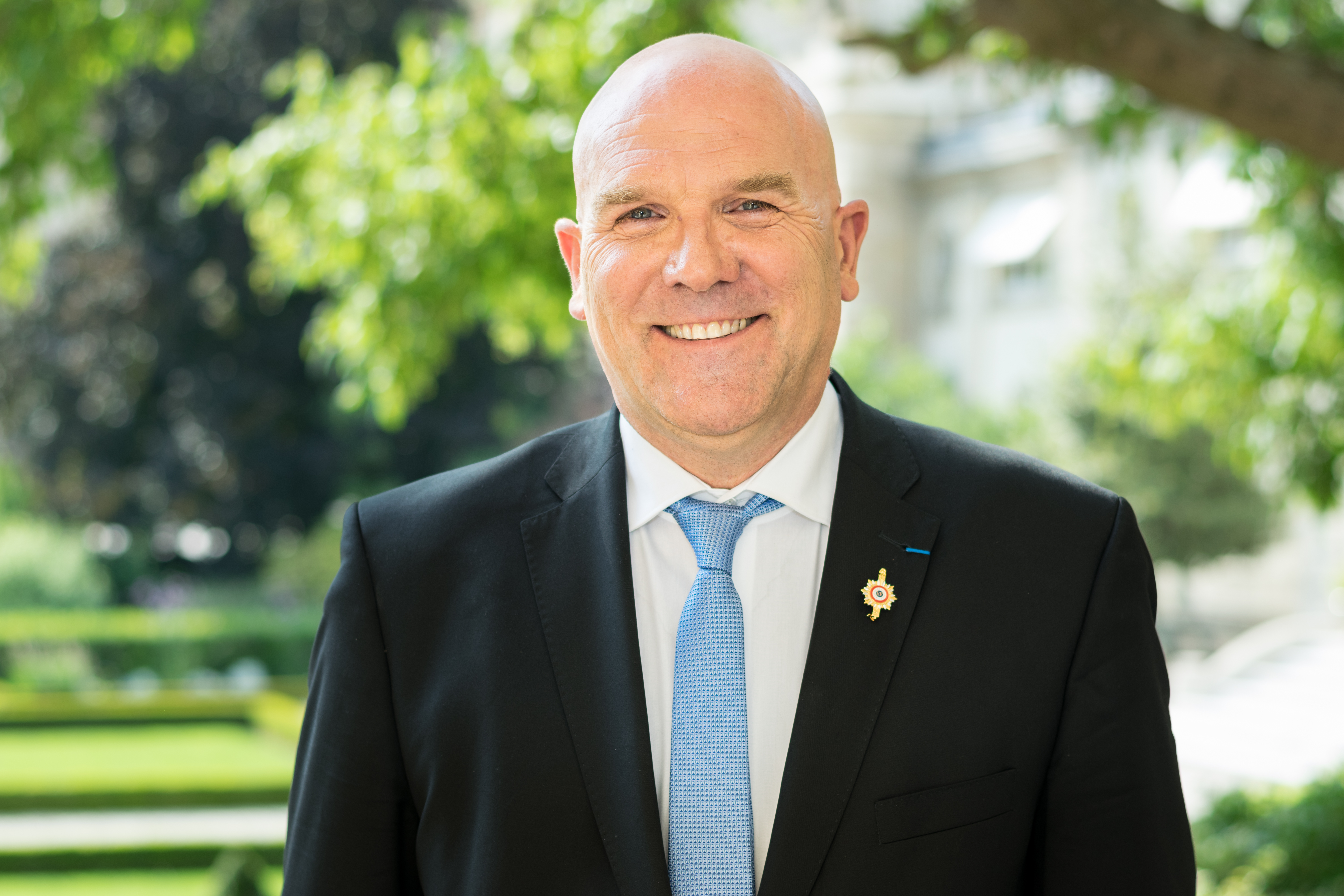
Bruno Bonnell

Po 1993 roku francuska branża gier przeżywała stopniowo narastającą stagnację. Zwiastował ją upadek renomowanego czasopisma „Tilt” w 1994 roku , ale następowało też ograniczenie „narodowych” treści na rzecz umiędzynarodowienia przekazu lokalnych utworów. Przedsiębiorstwa, które przetrwały trudny okres to Infogrames oraz Ubi Soft. Infogrames dokonywało polityki wrogich przejęć, poczynając od akwizycji takich rodzimych spółek jak Ère informatique oraz Cobra Soft, a kończąc na wchłonięciu brytyjskich studiów Ocean i Gremlin . W 2003 roku Infogrames przejęło spółkę Hasbro Interactive i zakupiło prawa do marki Atari . W 2007 roku, ze względu na narastające problemy finansowe spółki wynikłe z nadmiernych przejęć obcych firm, dotychczasowy prezes Infogrames/Atari, Bruno Bonnell, został zdymisjonowany .
Ubi Soft (wyjąwszy gry Michela Ancela, realizowane we Francji) również obrał kurs na umiędzynarodowienie. Wraz z nadejściem nowego tysiąclecia znaczną część swojej produkcji Ubi Soft przekierował do studiów znajdujących się między innymi w Kanadzie (Ubisoft Montréal) oraz Chinach (Ubisoft Shanghai) . Tam też były produkowane znane marki przedsiębiorstwa, takie jak franczyza oparta na książkach Toma Clancy‘ego (Rainbow Six, Splinter Cell), seria Prince of Persia na motywach gry Jordana Mechnera, znaczna część serii gier z otwartym światem Far Cry oraz franczyza Assassin‘s Creed o rozciągniętej w czasie walce bractwa asasynów z zakonem templariuszy .
Inne przedsiębiorstwa nie miały już jednak powodzenia na miarę Ubi Softu. Cryo Interactive (założone w 1992 roku z inicjatywy Ulricha) upadło po dekadzie; Lankhor został zamknięty w 2001 roku, Coktel Vision – w 2005 roku; wtedy też bankructwo ogłosiło Delphine Software. Bezczynność lub wręcz wrogość administracji Jacques‘a Chiraca wobec upadającej branży (napędzana dodatkowo nagonką prasową na gry komputerowe)  powodowała, że deweloperzy zaczęli lobbować na rzecz wsparcia finansowego produkcji gier. Problemów przysparzał nie tylko status gier komputerowych jako dziedziny sztuki, ale również dylemat, jaką część twórczości wspierać. Ostatecznie desygnowany przez Chiraca premier Jean-Pierre Raffarin, odpowiedziawszy w 2002 roku na protesty producentów, po serii otrzymanych raportów rozpoczął starania na rzecz wsparcia produkcji gier komputerowych. W latach 2006–2008 uchwalono szereg ustaw, obniżając podatki od działalności w branży gier komputerowych oraz tworząc fundusz subwencyjny (Fonds d’aide au jeu vidéo); na efekty nowej polityki trzeba było jednak poczekać.
Symbolicznym momentem, od którego można datować wzmożone zainteresowanie francuskiej administracji grami komputerowymi jako dziedziną sztuki, było uhonorowanie Michela Ancela, Frédéricka Raynala oraz japońskiego projektanta Shigeru Miyamoty Orderem Sztuki i Literatury w 2006 roku .

### Główne tendencje

#### Umiędzynarodowienie kontra adaptacje lokalnych komiksów
W okresie 1993–2008 zauważalny był trend ku umiędzynarodowieniu branży, ewentualnie posługiwaniu się licencjami znanych francuskich komiksów. Kierowane przez Ulricha studio Cryo Interactive początkowo znane było z adaptacji amerykańskiej powieści Diuna Franka Herberta (Dune, Cryo Interactive, 1992), wydanej przez amerykańską spółkę Virgin . Pod koniec swego istnienia Cryo stworzyło jednak również adaptacje narodowych bandes déssinées: Thorgala (Cryo Interactive, 2002) według Jeana Van Hamme’a i Grzegorza Rosińskiego oraz Salammbo (Cryo Interactive, 2002) według Philippe’a Druilleta . W latach 90. XX wieku gry Cryo wypracowały styl polegający na „węzłowym” przemieszczaniu się po trójwymiarowym środowisku, o kamerze obracającej się o 360 stopni. Za przykład może posłużyć Atlantis (Cryo Interactive i Canal+ Multimedia, 1996), opowieść o zamachu stanu przeciwko królowej mitycznej Atlantydy . Cryo testowało ową estetykę także w przypadku gier quasi-edukacyjnych na zlecenie rządowe, np. Versailles 1685 (Cryo Interactive, 1996) pod kuratelą Béatrix Saule, której tematem był spisek na życie Ludwika XIV. Z burzliwym odbiorem spotkał się – także wydany przez Cryo – Hopkins FBI (MP Entertainment, 1998) Jeana-Christophe’a Jacqueta, stylizowana na komiks, epatująca okrucieństwem i mizoginią opowieść o polowaniu na zbrodniarza zbiegłego z sali egzekucyjnej . Hopkins FBI był jedną z pierwszych gier francuskich, które w Polsce ukazały się z profesjonalnym polskim dubbingiem.
Delphine Software pod egidą Paula Cuisseta początkowo kontynuowało swoją działalność bez przeszkód. Nowy wkład w kulturę cyfrową Cuisset wniósł za sprawą Fade to Black (Delphine Software, 1995), pionierskiej przygodowej gry akcji z widokiem zza pleców postaci, która była kontynuacją Flashbacka . Fiasko kolejnych projektów wszelako spowodowało, że Delphine zostało zamknięte w 2004 roku . Regres przeżywało także zakupione w 1992 roku przez Sierrę On-Line studio Coktel Vision. Wprawdzie wielki sukces odniosła surrealistyczna seria Gobliiins (Coktel Vision, 1991–1993) autorstwa Pierre’a Gilhodes’a i Muriel Tramis, którzy współpracowali także przy przypowieści politycznej Woodruff et le Schnibble d’Azimuth (Coktel Vision, 1994). Klęska kolejnego projektu, filmu interaktywnego Urban Runner (Coktel Vision, 1996) o człowieku ściganym przez mafię, spowodowała jednak wstrzymanie produkcji gier komercyjnych przez Coktel Vision. Kontynuatorka „kobiecej” linii Tramis, Elisabeth Pellen, zadebiutowała z kolei jako reżyserka strzelanką XIII (Ubisoft Paris, 2003) na podstawie kolejnego komiksu Van Hamme’a, jednak fiasko komercyjne tejże gry de facto zakończyło jej autonomiczną działalność . Wydawnictwo Infogrames dyskontowało z kolei popularność znanych komiksów o Tintinie (Tintin sur Tibet, 1995), Smerfach (Les Schtroumpfs, 1994) oraz Asteriksie (Asterix & Obelix XXL, 2004)   .
Ku umiędzynarodowieniu dążył też dawny pracownik Delphine, Éric Chahi. Realizowana przez sześć lat w osobnym studiu Chahiego gra Heart of Darkness (Amazing Studio, 1998) była ambitnie pomyślanym dziełem o płynnej animacji i rozmachu na miarę utworów Stevena Spielberga; główny bohater poszukiwał psa porwanego przez siły ciemności. Względny sukces komercyjny Heart of Darkness nie wynagrodził jednak nadmiaru trudu podjętego przez Chahiego, który zawarł w dziele wątki autobiograficzne .

#### Nowi autorzy

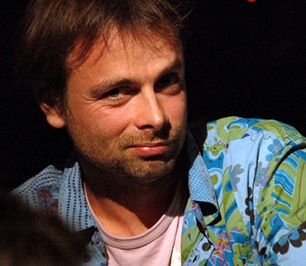
Michel Ancel, reżyser Raymana

Nawet w momencie stagnacji wyłoniło się nowe pokolenie autorów gier, którzy pod pozorem treści eskapistycznej nieśli przesłanie polityczne. Michel Ancel zdobył sławę grą Rayman (Ubi Soft, 1995), wyrafinowaną estetycznie baśnią w konwencji gry platformowej. Tytułowy bohater o lewitujących kończynach mierzył się z nawiedzającym baśniową krainę Mr. Darkiem, którego personę odczytywano jako alegorię prezydenta elekta Jacques’a Chiraca. Kolejna część – jak się okazało, dochodowej serii – powstała w 1999 roku. Rayman 2: The Great Escape (1999) stanowiła europejską odpowiedź na japońską grę Super Mario 64 (Nintendo, 1996) i przenosiła akcję w trójwymiar . Zaangażowaną retoryką rodem z pierwszej części Raymana cechowała się również niedoceniona w momencie premiery Beyond Good & Evil (Ubisoft Montpellier, 2004), której bohaterką była dziennikarka występująca przeciwko autorytarnemu rządowi, zasłaniającemu się koniecznością obrony krainy fantasy przed zagrożeniem ze strony Obcych. Ancel jednoznacznie nawiązywał tu do paniki medialnej i wojny z terroryzmem, jaka została ogłoszona po ataku terrorystycznym na World Trade Center .

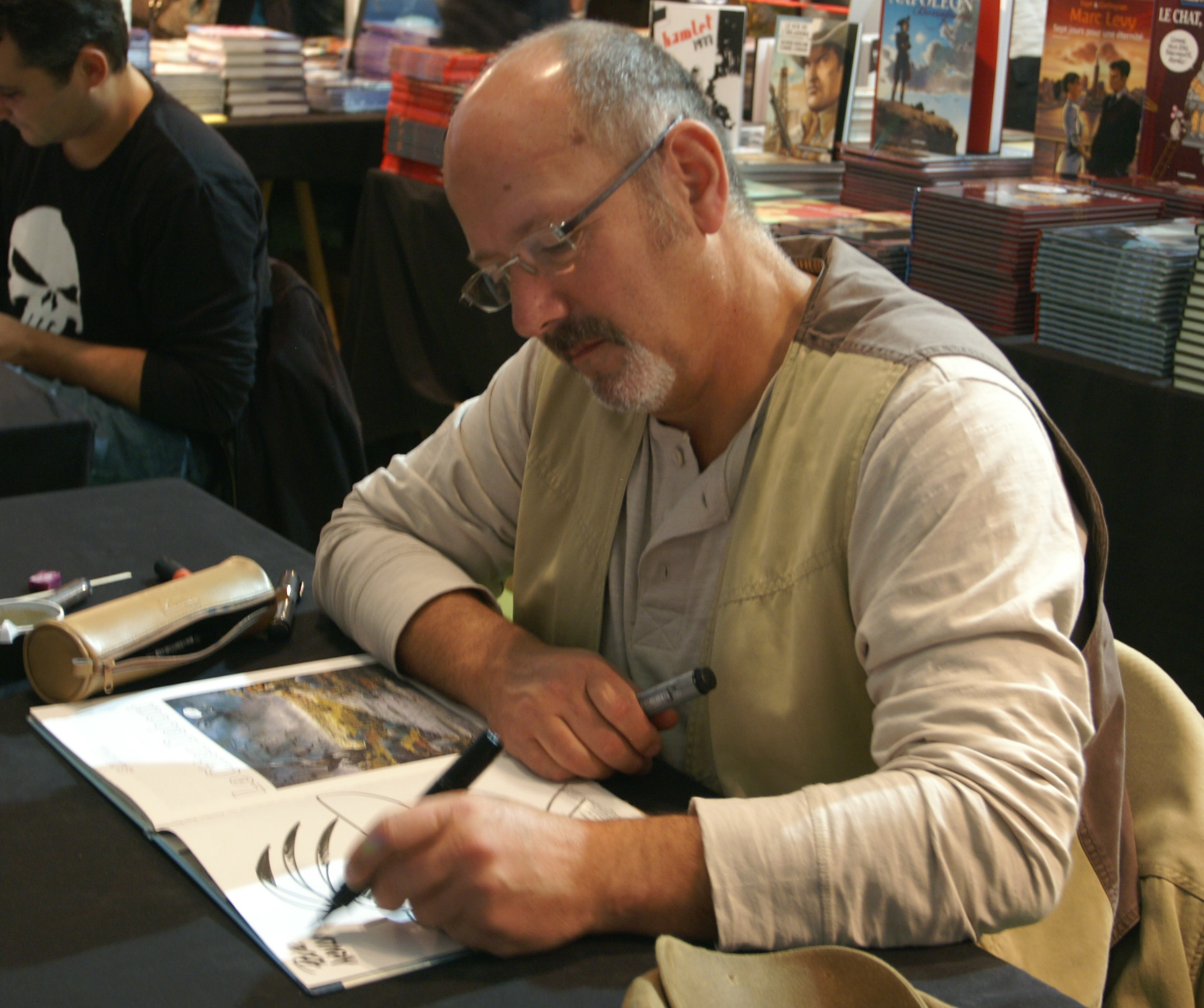
Benoît Sokal

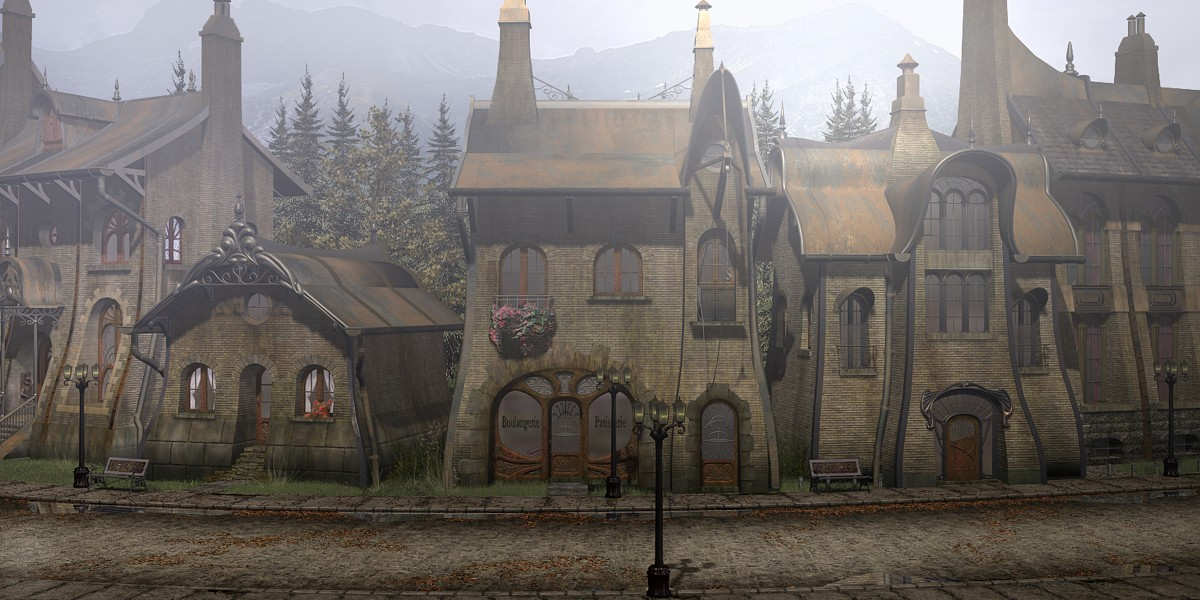
Zrzut ekranu z gry Syberia (Microïds, 2002)

Na przełomie wieków wyróżniała się też twórczość belgijskiego rysownika Benoîta Sokala. Jako dyrektor artystyczny zadebiutował on utrzymaną w stylistyce gier Cryo Interactive adaptacją odcinka komiksu Inspecteur Canardo pod tytułem Amerzone (Microïds, 1999), skupioną na poszukiwaniu drogocennego jaja w kraju władanym przez juntę wojskową . Największy sukces Sokalowi zapewniła Syberia (Microïds, 2002), klasyczna gra point-and-click o młodej amerykańskiej adwokatce, która poszukuje jedynego żyjącego dziedzica fabryki zabawek we francuskich Alpach i z czasem zmienia swoje priorytety życiowe . Syberia doczekała się mniej udanych kontynuacji wydanych w 2004 i 2017 roku; ostatnia, najmroczniejsza gra z franczyzy pod tytułem Syberia: The World Before (Microïds, 2022) zawierała już bezpośrednie odniesienia do narodzin nazizmu i okresu II wojny światowej (zgłębianych przez bohaterkę w formie retrospekcji), a Sokal zmarł w trakcie jej produkcji . Sukces Syberii Microïds bezskutecznie próbowało powtórzyć realizowanymi osobno grami Post Mortem (Microïds, 2002) oraz Still Life (Microïds, 2005), poświęconymi amerykańskiemu detektywowi o zdolnościach paranormalnych  .

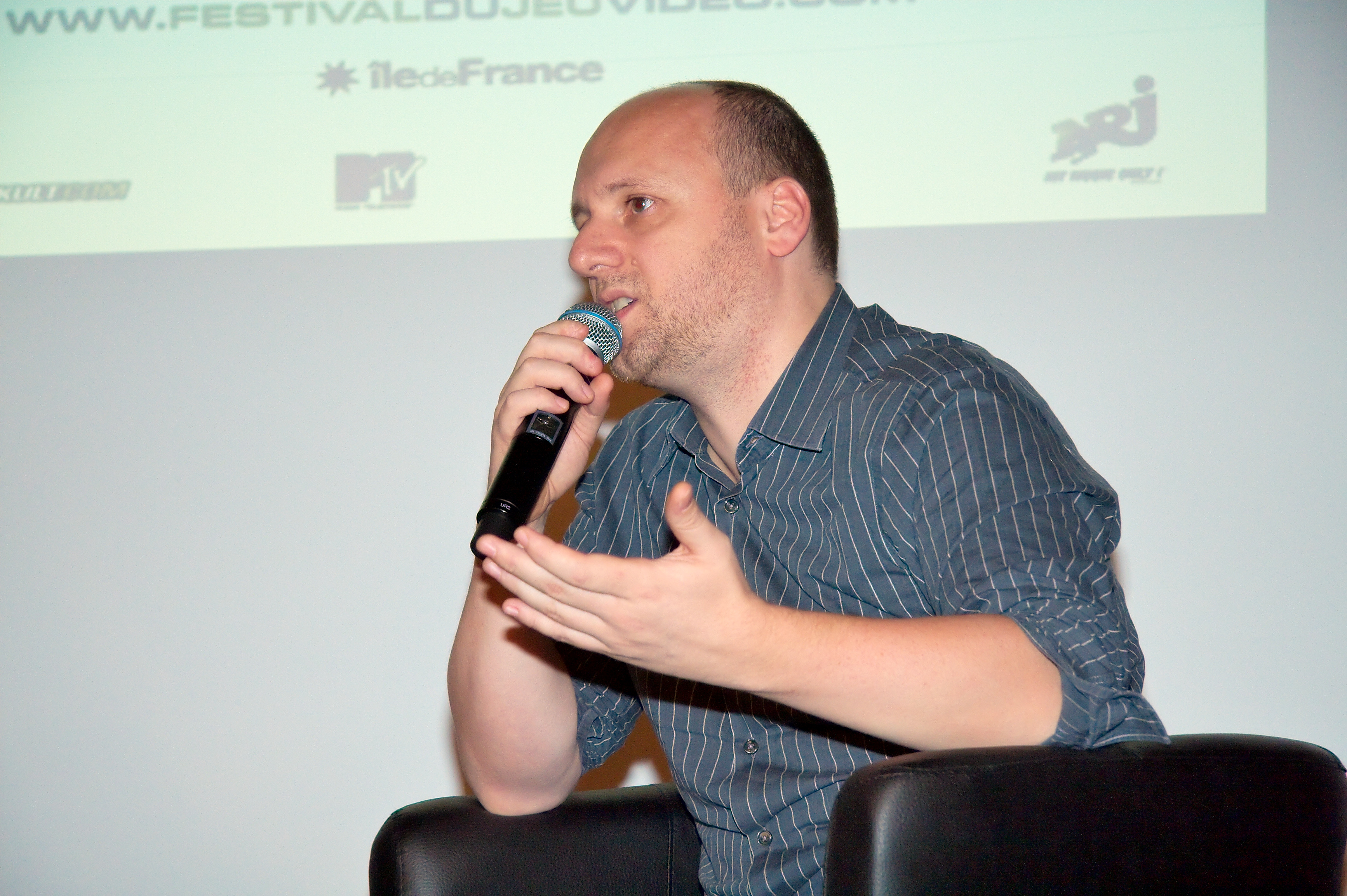
David Cage

Eksperymentalną formą cechowały się natomiast gry przygodowe Davida Cage’a. W The Nomad Soul (Quantic Dream, 1999) gracz mógł przenosić sterowaną duszę pomiędzy różnymi awatarami, przejmując nad nimi kontrolę i przemierzając świat przyszłości w celu zwalczenia pradawnego zła. The Nomad Soul zawierała w sobie elementy strzelanki z pierwszoosobowego punktu widzenia, gry fabularnej, a nawet bijatyki . Kolejny projekt Cage’a, Fahrenheit (Quantic Dream, 2004), był próbą odnowienia konwencji filmu interaktywnego; na przemian wcielając się w trzy postacie, należało podejmować decyzje pod presją czasu, co rzutowało na dalszy przebieg akcji . Formułę filmu interaktywnego w bardziej dopracowanej postaci Cage rozwinął w kolejnych wysokobudżetowych grach, Heavy Rain (Quantic Dream, 2010), Beyond: Dwie dusze (Quantic Dream, 2013) oraz Detroit: Become Human (Quantic Dream, 2018) . Twórczość Cage’a była jednak wielokrotnie krytykowana za nielogiczności scenariuszowe , ekranową przemoc wobec kobiet  oraz rasistowskie portretowanie Afroamerykanów , w związku z czym reżyser dosłużył się miana enfant terrible francuskiej branży gier .

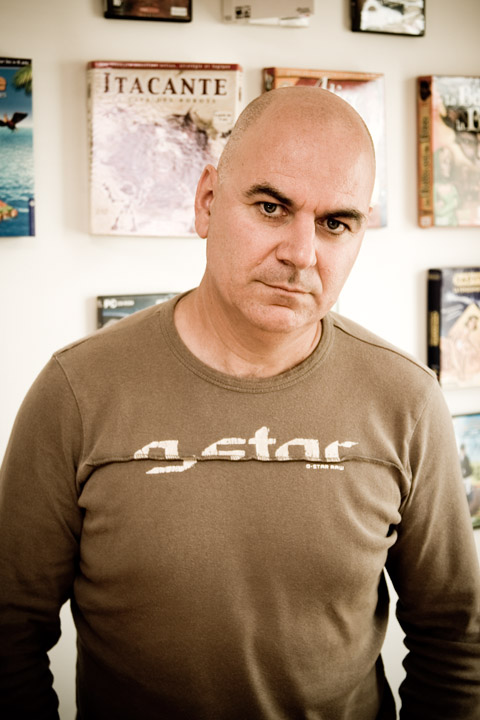
Éric Viennot

Wśród dreszczowców i horrorów można było wyróżnić twórczość Érica Viennota, Antoine’a Villette’a, Cyrille’a Fontaine’a i Marca Pestki. Viennot zasłynął z eksperymentalnej gry kryminalnej In Memoriam (Léxis Numérique, 2003), w której można było próbować odkryć zagadkę morderstwa, korzystając z wyszukiwarki internetowej podłączonej do gry . Experience 112 (Léxis Numérique, 2007) z kolei pozbawiała gracza wszelkiej kontroli nad postacią, którą była kobieta zamknięta w kompleksie naukowym. Bohaterkę można było zachęcać do przemieszczania się, zapalając lampki w terminalu kompleksu, otwierając przejścia itd.  Villette z kolei zdobył sławę grą Cold Fear (Ubisoft, 2005), w której konwencjonalna fabuła o walce z zombie, mechanicznie podobna do japońskiej Resident Evil 4 (Capcom, 2004), została ograniczona do przestrzeni okrętu poradzieckiego, kołyszącego się podczas sztormu . Z kolei Fontaine (znany jako projektant gry platformowej Fury of the Furries, 1993) i Pestka zasłynęli opracowanym przez nich kasowym horrorem Nightmare Creatures (Kalisto Entertainment, 1997), inspirowanym gotycką literaturą grozy i opartym przede wszystkim na akcji .

#### Inne zjawiska
Osobnym fenomenem okazała się olbrzymia popularność we Francji przeglądarkowej gry MMORPG pod tytułem Dofus (2005), która w szczytowym momencie zebrała społeczność liczącą ponad 10 milionów graczy (2008) . Dofus doczekał się kontynuacji w postaci gry Wakfu (2012), której popularność zaowocowała osobnym serialem telewizyjnym w serwisie Netflix . Podobnym powodzeniem cieszyła się wieloosobowa gra platformowa Transformice (2010) Mélanie Christin i Jean-Baptiste’a Le Marchanda, w której należy zbierać sery i dotrzeć do nory, sterując myszą . Innym oryginalnym osiągnięciem była gra internetowa Akinator (2007) Jérôme’a Bourdelota, w której sztuczna inteligencja zgadywała osobę lub rzecz wyobrażoną przez gracza na podstawie serii pytań .

## Ponowny rozwój branży (2009–2020)

### Reorganizacja sektora wydawniczego
Wraz z upływem pierwszej dekady XXI wieku przedsiębiorstwo Infogrames/Atari zaczęło tracić monopol wydawniczy we francuskiej branży gier cyfrowych. W 2013 roku wydawnictwo ogłosiło upadłość, tracąc prawa do marki Atari . Dwa lata później część udziałów w Ubisofcie przejęła z kolei spółka Vivendi, która po nieudanej próbie przejęcia francuskiego wydawnictwa sprzedała w 2018 roku wszystkie akcje na rzecz chińskiego przedsiębiorstwa Tencent  .

### Najważniejsze sukcesy mainstreamu

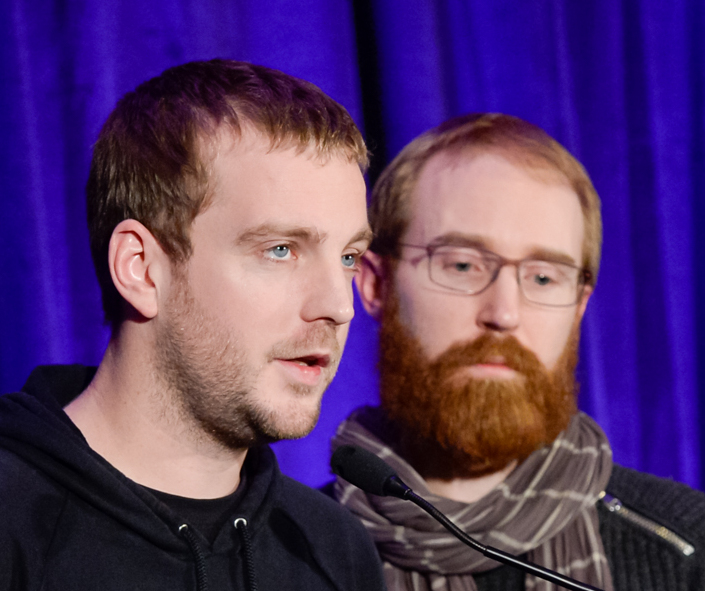
Raoul Barbet i Michel Koch

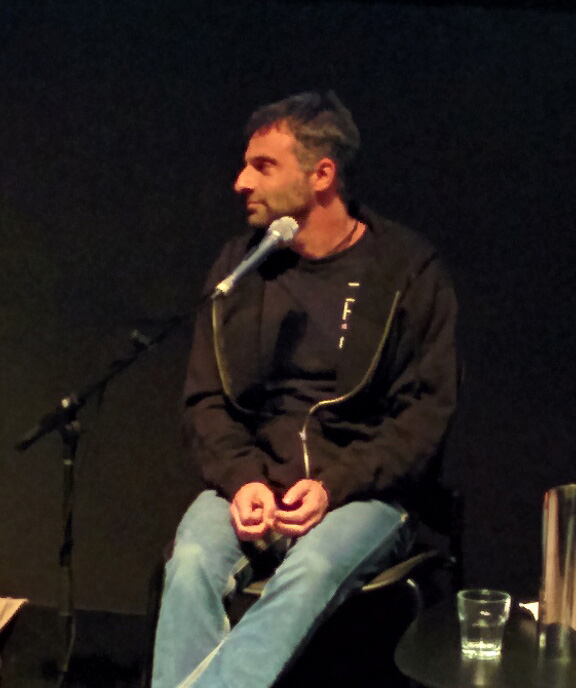
Raphaël Colantonio

Instytucjonalizacja gier komputerowych jako dziedziny kultury we Francji pozwoliła ponownie rozwinąć się tamtejszym twórcom kultury cyfrowej .
Sygnałem stopniowej odbudowy branży stały się prestiżowe sukcesy takich twórców, jak Raphaël Colantonio, duet Raoul Barbet – Michel Koch oraz Yoan Fanise, a także powroty do branży Michela Ancela i Érica Chahiego. Colantonio zaczynał swoją karierę jako projektant gier fabularnych osadzonych w świecie high fantasy: Arx Fatalis (Arkane Studios, 2002) oraz Dark Messiah of Might and Magic (Arkane Studios, 2006) . Jednakże jego największym sukcesem okazała się wyreżyserowana we współpracy z Harveyem Smithem gra Dishonored (Arkane Studios, 2012), steampunkowa skradanka o ochroniarzu cesarzowej, który w trakcie epidemii choroby przenoszonej przez szczury w fikcyjnym mieście Dunwall próbuje odnaleźć zamachowców na życie monarchini i ocalić jej córkę . Dishonored doczekała się kontynuacji Dishonored 2 (Arkane Studios, 2016), a Colantonio w ramach Arkane zrealizował także grę Prey (2017), zanim odszedł ze studia .
Znaczącym osiągnięciem Barbeta i Kocha stała się podzielona na epizody gra Life is Strange (Dontnod, 2014), która do branżowego mainstreamu wprowadziła wątki LGBT. Główna bohaterka Life is Strange, adeptka fotografii w amerykańskim liceum, odkrywa w sobie zdolność cofania czasu i zaprzyjaźnia się z dziewczyną, którą ocaliła dzięki swemu darowi . Sukces Life is Strange pomógł spółce Dontnod utrzymać się mimo niepowodzenia innych projektów, m.in. osadzonej w Paryżu przyszłości Remember Me (2013) w reżyserii Jeana-Maxime Morisa .
Fanise natomiast zdobył sławę osadzonymi w realiach I wojny światowej grami o uwikłanych w działania wojenne pacyfistach: komiksowej Valiant Hearts: The Great War (Ubisoft Montpellier, 2014) oraz stylizowanej na malarstwo impresjonistyczne 11-11 Memories Retold (DigixArt, Aardman Animations, 2018)  . Karierę kontynuował grą niezależną Road 96 (DigixArt, 2021) o grupie autostopowiczów, która próbuje uciec z autorytarnego kraju .
Ancel odzyskał swoją popularność cenionymi wariacjami na temat franczyzy Rayman: Rayman Origins (Ubisoft Montpellier, 2011) oraz Rayman Legends (Ubisoft Montpellier, 2013), które zostały entuzjastycznie przyjęte w krajach anglojęzycznych . Natomiast Chahi zgłębiał inspirację Wschodem w równie udanych grach From Dust (Ubisoft Montpellier, 2010) oraz Paper Beast (Pixel Reef, 2020). Tematem From Dust jest walka polinezyjskiego plemienia o przetrwanie oraz próba zgłębienia własnych korzeni . Natomiast fauna występująca w Paper Beast (grze obsługiwanej za pomocą gogli VR) została wystylizowana na japońskie figurki origami .
Sukces odniosła też superprodukcja osadzona w realiach wojny stuletniej, A Plague Tale: Innocence (Asobo Studio, 2019). Jej bohaterką jest córka francuskiego rycerza, która z dnia na dzień traci ojca wskutek napaści zbrojnej Anglików i walczy wraz z bratem i swoją matką o przetrwanie . Pomimo fantastycznego elementu w postaci plagi krwiożerczych szczurów Innocence wiernie odtwarzała dramat życia codziennego w obliczu wojny oraz równoległej epidemii dżumy (czarna śmierć). Scenarzystą Innocence był Sébastien Renard, znany też między innymi z White Night (OSome Studio, 2015), stylowej gry detektywistycznej w konwencji kina noir .
Powodzeniem cieszyła się też nawiązująca do estetyki kampu seria gier tanecznych Just Dance, zapoczątkowana w 2009 roku przy współudziale studiów Ubisoft Paris i Ubisoft Milan . Seria składa się z cyklicznie wznawianych edycji, a cechuje ją wcielanie się na przemian w awatary o różnych płciach i orientacjach przy tańcu w rytm znanych przebojów muzycznych.

### Renesans gier niezależnych
W związku z rozwojem platform dystrybucji cyfrowej na znaczeniu zyskiwali również pozostali producenci tzw. gier niezależnych. Istotnym wątkiem części z nich była tematyka LGBT, poruszana oprócz Life is Strange w takich grach jak Désiré (2016) Sylvaina Sekii oraz A Normal Lost Phone (2017) Elizabeth Maler i Rafaela Martíneza Jausoro  . Wielu twórców polegało jednak przede wszystkim na twórczych eksperymentach. William David w grze Blocks that Matter (Swing Swing Submarine, 2011) połączył mechanikę gier Tetris i Minecraft, składając hołd ich twórcom: Aleksiejowi Pażytnowowi i Markusowi Perssonowi . A Blind Legend (2015), której reżyserem jest Nourredine Ghachi, pozwala grać osobom niewidomym przy użyciu dźwiękowego interfejsu . Event[0] (Ocelot Society, 2016), osadzona w alternatywnej rzeczywistości gra eksploracyjna, w dużej mierze inspirowana filozofią Georga Wilhelma Friedricha Hegla, polegała na tekstowej konwersacji z komputerem na stacji kosmicznej. Anthony Jeaneaud z kolei wyreżyserował Night Call (Raw Fury, 2019), w której pochodzący z Maghrebu kierowca paryskiej taksówki próbuje rozwiązać zagadkę serii morderstw, wykonując przy tym swoją profesję . There Is No Game: Wrong Dimension (2020) Pascala Cammisotto jest komedią polegającą na ciągłym nieposłuszeństwie wobec programu, który za wszelką cenę zamierza zniechęcić gracza do zabawy; jednocześnie w swoim czasie była satyrą na współczesną komercjalizację branży gier . Natomiast gra fabularna science fiction Haven (The Game Bakers, 2020) w reżyserii Emerica Thoi i Audrey Leprince w znacznej mierze opiera się na dialogach pomiędzy dwojgiem kochanków, zbiegłych z opresyjnego państwa zmuszającego młodzież do zaaranżowanych małżeństw .
Renesans przeżyła również twórczość przeznaczona dla młodszego pokolenia graczy, osadzona w realiach baśniowych. Wyróżniały się tutaj Finding Teddy (Storybird, 2013) Juliena Roki, Seasons After Fall (Swing Swing Submarine, 2016) projektu Williama Davida  , Ghost of a Tale (SeithCG, 2018) Lionela Gallata , a przede wszystkim – Shady Part of Me (Douze Dixièmes, 2020) Sybil Collas i Sarah Hourcade, wyrafinowana wykładnia psychoanalizy na przykładzie dziewczynki cierpiącej na rozdwojenie jaźni . Na znaczeniu zyskiwała też twórczość studentów zrzeszonych wokół szkoły Supinfogame Rubika (zał. 2001) oraz École nationale du jeu et des médias interactifs numériques (zał. 2005). Studenci tychże uczelni odpowiadali za gry nagradzane na lokalnych festiwalach, na przykład Anarcute (2016) o mangowych zwierzątkach demonstrujących przeciwko opresyjnemu rządowi , En garde (2017) o francuskiej muszkieterce chcącej pomścić śmierć ojca  oraz Un pas fragile (2019) o żabie pragnącej zostać baletnicą . Z projektu studenckiego pochodzi też gra edukacyjna Type:Rider (Arte, 2013) w reżyserii Théo Le Du Fuentesa, która łączy elementy wyrafinowanej gry platformowej z wyjaśnieniem ewolucji krojów czcionek od czasów starożytnych po współczesność .

## Branża po pandemii COVID-19 (po 2021)
Wybuch pandemii COVID-19 nie oddziałał znacząco na branżę gier komputerowych we Francji, ponieważ rozrywka interaktywna stała się w latach 2019–2021 najczęstszym sposobem spędzania wolnego czasu przez Francuzów . Jednakże reputacja gier komputerowych we Francji ucierpiała między innymi za sprawą ówczesnego prezydenta Emmanuela Macrona, który oskarżył gry komputerowe o podsycanie strajków przeciwko władzy we Francji w 2023 roku .

### Kryzys wizerunkowy Ubisoftu, losy innych wydawnictw
W międzyczasie reputację Ubisoftu – największego wówczas wydawnictwa we Francji – po 2020 roku pogrążyły oskarżenia ze strony pracowników o masowe zwolnienia, wyzysk pracowników i chaos organizacyjny  ; w związku z tymi oskarżeniami w latach 2021–2023 część pracowników Ubisoftu przeszła do związku zawodowego Solidaires Informatique, pozywając Ubisoft za toksyczną kulturę pracy i organizując strajki .
W międzyczasie pieczę nad produkcją i dystrybucją gier wysokobudżetowych we Francji przejęła rodzima spółka Focus Entertainment, znana dotychczas z produkcji chłodno przyjętych gier w budowę miasta (np. Cities XXL, 2015) i publikacji pierwszych odsłon serii gier wyścigowych TrackMania . W 2021 roku Focus Entertainment przejęła większość udziałów we francuskim wydawnictwie DotEmu, specjalizującym się w dystrybucji gier francuskich uprzednio wycofanych ze sprzedaży .

### Rozwój gier niezależnych
Wobec mniej pozytywnych przemian w branży gier komputerowych we Francji inicjatywę przejmowały niezależne wytwórnie. Ewenementem okazała się wielka popularność cyberpunkowej gry Stray (BlueTwelve Studio, 2022) w reżyserii Colasa Kooli i Vivien Mermet-Guyenet, której głównym bohaterem jest kot błąkający się po wyludnionym mieście przyszłości . Wytwórnia Sloclap pod przywództwem Jordana Layaniego zasłynęła pełną rozmachu, inspirowaną filmami z Jackie Chanem bijatyką Sifu (Sloclap, 2022) o wojowniku pragnącym pomścić śmierć ojca . Z uznaniem spotkały się Tandem: A Tale of Shadows (Monochrome Paris, 2021), osadzona w wiktoriańskich klimatach gra logiczno-platformowa , a także Foretales (Alkemi, 2022) Emmanuela Corno, narracyjna karcianka osadzona w świecie fantasy zagrożonym katastrofą . Do eksperymentów formalnych można zaliczyć Jusant (Don’t Nod Entertainment, 2023), postapokaliptyczną grę wspinaczkową , a także utrzymaną w estetyce malarstwa krajobrazowego Dordogne (Un Je Ne Sais Quoi, Unanimation, 2023) .
Istotnym osiągnięciem francuskiej branży gier komputerowych stała się Clair Obscur: Expedition 33 (Sandfall Interactive, 2025). Osadzona w alternatywnej Francji z okresu belle époque produkcja z gatunku jRPG skupiała się na losach garstki śmiałków, którzy wyruszają na wyprawę celem powstrzymania śmiertelnej istoty zwanej Malarką przed zebraniem po raz kolejny śmiertelnego żniwa ; Clair Obscur, jednoznacznie pozytywnie przyjętą przez krytyków oraz graczy ze względu na styl artystyczny, interpretowano pod kątem odniesień do pożogi I wojny światowej  .

## Stan branży gier komputerowych we Francji

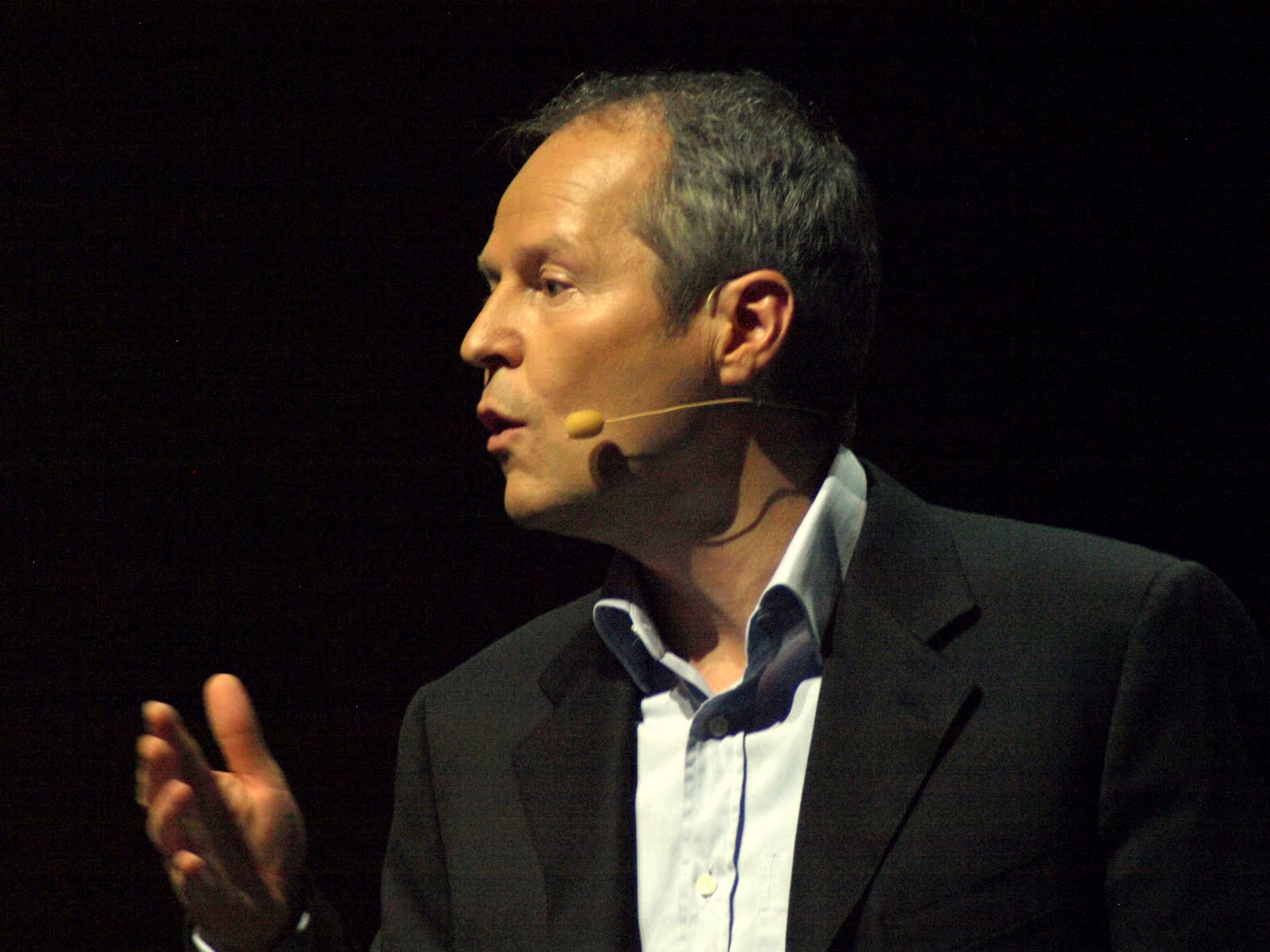
Yves Guillemot, współzałożyciel i prezes Ubisoftu

W 2017 roku, w raporcie dla francuskiego Ministerstwa Kultury wykazano, iż branża gier komputerowych jest zdominowana przez konsumpcję gier na konsole. Według danych z 2016 roku 22% wartości branży francuskiej stanowiło oprogramowanie fizyczne na konsole; 14% – oprogramowanie elektroniczne na konsole. Gry przeznaczone na komputery osobiste miały mniejszą wartość rynkową (13% – oprogramowanie fizyczne, 12% – oprogramowanie cyfrowe). Zaledwie 8% rynku stanowiły gry mobilne. Łączna wartość sektora gier komputerowych wynosiła wówczas 3,46 miliarda euro. Dane rynkowe nie odzwierciedlały jednak faktycznej demografii graczy i ich preferencji. Badania z 2015 roku wykazały, że 33% graczy w wieku od 6 do 65 lat używało do grania urządzeń mobilnych. Największą popularnością gry mobilne cieszyły się w regionie paryskim (43% badanej grupy wiekowej). Badanie z 2014 roku wykazało, że gracze we Francji traktują gry komputerowe jako jedną z wielu praktyk kulturalnych, obok uczęszczania do kin lub muzeów. Już w 2012 roku średni wiek graczy we Francji wynosił 35 lat, a w 2022 roku – 39 lat .
Produkcja gier komputerowych we Francji koncentruje się przeważnie wokół Ubisoftu oraz jego spółki-córki Gameloft, zajmującej się tworzeniem gier mobilnych. Trzecim producentem gier we Francji jest Focus Entertainment (niegdyś znany jako Focus Home Interactive). Wedle badań z 2015 roku wśród najczęstszych źródeł finansowania produkcji gier dominował wkład własny (91%); drugim najczęstszym źródłem była subwencja państwowa (Fonds d’aide du jeu vidéo, 44%); natomiast jedynie 27% studiów deweloperskich otrzymywało dodatkowo środki na produkcję gier z wydawnictw. Niekiedy do ważnych francuskich wydawnictw gier zalicza się spółki Just for Games i Big Ben.
Według stanu z 2022 roku francuska branża gier komputerowych stała się istotną częścią lokalnej kultury. W 2017 roku Brocard założył Conservatoire National du Jeu Vidéo, instytucję archiwizującą lokalne dzieła kultury cyfrowej w celu ocalenia ich przed zniszczeniem . Do 2022 roku również Biblioteka Narodowa Francji zgromadziła w podobnym celu kolekcję około 20 000 gier komputerowych .

### Książki
- Anthony Avila, Des jeux vidéo à l’Institut français, [w:] Julien Devriendt (red.), Jouer en bibliothèque, Villeurbanne: Presses de l’enssib, 2019, s. 51–54, ISBN 978-2-37546-071-9.
- Pierre-Jean Benghozi, Philippe Chantepie, Jeux vidéo. L’industrie culturelle du XXIe siècle?, Paris: Ministère de la Culture, 2017, ISBN 978-2-11-151519-2, OCLC 1010798173.
- Alexis Blanchet, Guillaume Montagnon, Une histoire du jeu vidéo en France: 1960–1991 : des labos aux chambres d’ados, Éditions Pix’n Love, 2020.
- Tristan Donovan, Replay: The History of Video Games, Lewes: Yellow Ant, 2010, ISBN 978-0-9565072-0-4, OCLC 639031262.
- Sébastien Genvo, Introduction aux enjeux artistiques et culturels des jeux vidéo, L’Harmattan, 2009, ISBN 978-2-7475-3675-2.
- Carlos Gómez Gurpegui, H.P. Lovecraft et le jeu vidéo, Paper Sword, 2021, ISBN 978-2-37697-104-7.
- Filip Jankowski, „Sorry, You Had Won”: Satirical French Digital Games Responding to National Sociopolitical Crisis (1984–1986), [w:] Krista Bonello Rutter Giappone, Tomasz Z. Majkowski, Jaroslav Švelch (red.), Video Games and Comedy, Springer International Publishing, 2022, s. 173–190, DOI: 10.1007/978-3-030-88338-6_9, ISBN 978-3-030-88337-9, ISBN 978-3-030-88338-6.
- Hugo Labrande, Racontons une histoire ensemble: History and Characteristics of French IF, [w:] Kevin Jackson-Mead, J. Robinson Wheeler (red.), IF Theory Reader, Transcript On Press, 2011, s. 389–432.
- Julien Lalu, La violence dans les jeux vidéo: discours politiques d’un thème polémique au tournant des années 2000 en France, [w:] Vincent Cousseau (red.), Jeux interdits. La transgression ludique de l’Antiquité à nos jours, Presses Universitaires de Limoges, 2016, s. 99–112 [dostęp 2022-10-05].
- Robert Mejia, Jaime Banks, Aubrie Adams (red.), 100 Greatest Video Game Franchises, Rowman & Littlefield, 2017, ISBN 978-1-4422-7815-8.
- Eli M. Noam, Telecommunications in Europe, Oxford University Press, 1992, ISBN 978-0-19-536136-0.
- Sébastien Pissavy, Jeuxvidéo.com. Une odyssée interactive, Toulouse: Éditions Pix’n Love, 2013, ISBN 978-2-918272-64-9.
- Thomas Ribault, Épopée: Tales From French Game Developers, Hardcore Gaming, 2019, ISBN 978-1-79824-496-8.
- Samuel Rufat, Samuel Coavoux, Hovig Ter Minassian, Situating Play Cultures: A Survey of Videogame Players and Practices in France, [w:] Dawn Stobbart, Monica Evans (red.), Engaging with Videogames: Play, Theory and Practice, BRILL, 2014, s. 37–51, DOI: 10.1163/9781848882959_005, ISBN 978-1-84888-295-9.
- Alyssa Goldstein Sepinwall, Slave Revolt on Screen: The Haitian Revolution in Film and Video Games, University Press of Mississippi, 2021, ISBN 978-1-4968-3310-5, ISBN 978-1-4968-3311-2.
- Neal Roger Tringham, Science Fiction Video Games, CRC Press, 2014, ISBN 1-4822-0389-8 (ang.).

### Artykuły w czasopismach naukowych
- Patrick S. Cohendet, Laurent O. Simon, Always Playable: Recombining Routines for Creative Efficiency at Ubisoft Montreal’s Video Game Studio, „Organization Science”, 27 (3), 2016, s. 614–632, JSTOR: 24763631 [dostęp 2022-06-04].
- Hugh Dauncey, French videogaming: What kind of culture and what support?, „Convergence: The International Journal of Research into New Media Technologies”, 18 (4), 2012, s. 385–402, DOI: 10.1177/1354856512439509 [dostęp 2022-05-13].
- Nicolas Gaume, La France dans le marché mondial du jeu vidéo, „Géoéconomie”, n° 63 (4), 2013, s. 35–47, DOI: 10.3917/geoec.063.0035 [dostęp 2024-02-15].
- Aurélie Huz, Les novellisations de Bordage. Expérimentations transmédiatiques du multimédia dans la science-fiction française, „ReS Futurae” (13), 2018, DOI: 10.4000/resf.2471, ISSN 2264-6949 [dostęp 2022-06-04].
- Filip Jankowski, Rozrachunek z przeszłością historyczną Francji na przykładzie gier Lankhoru, „Replay. The Polish Journal of Game Studies”, 6 (1), Wydawnictwo Uniwersytetu Łódzkiego, 2019a, s. 27–36 [dostęp 2022-05-13].
- Filip Jankowski, Inny świat, inny twórca. Another World Érica Chahiego jako przypowieść o Twarzy, „Homo Ludens” (1(11)), 2019b, s. 103–115, DOI: 10.14746/hl.2018.11.6, ISSN 2080-4555 [dostęp 2022-05-13].
- Filip Jankowski, Galaktyka Hegla. „Event[0]” jako gra (post)humanistyczna, „Kwartalnik Filmowy” (110), 2020a, s. 120–136, DOI: 10.36744/kf.142.
- Filip Jankowski, The Presence of Female Designers in French Video Game Industry, 1985–1993, „Games and Culture”, 15 (6), 2020b, s. 670–684, DOI: 10.1177/1555412019841954 [dostęp 2022-05-13].
- Filip Jankowski, Tropem pierwszych francuskich survival horrorów, „Homo Ludens” (1 (14)), 2021a, s. 29–42, DOI: 10.14746/HL.2021.14.2, ISSN 2080-4555 [dostęp 2022-05-13].
- Filip Jankowski, La mode rétro: French mystery games – Between nostalgia and historical revisionism (1986-91), „Journal of Gaming & Virtual Worlds”, 13 (1), 2021b, s. 41–53, DOI: 10.1386/jgvw_00027_1, ISSN 1757-191X [dostęp 2022-05-13].
- Filip Jankowski, Beyond the French Touch: The Contestataire Moment in French Adventure Digital Games (1984–1990), „Game Studies”, 21 (1), maj 2021c, ISSN 1604-7982 [dostęp 2022-05-13].
- Cédric Lagarrigue, L’éditeur de jeux vidéo qui dynamise la création française, „Le journal de l’école de Paris du management”, 133 (5), 2018, s. 23–29, DOI: 10.3917/jepam.133.0023.
- Romain Lebailly, Le jeu vidéo dans la globalisation culturelle: Genèse et diffusion en France du jeu vidéo japonais, 1978-2014, „Bulletin de l’Institut Pierre Renouvin”, N° 41 (1), 2015, s. 89–99, DOI: 10.3917/bipr.041.0089 [dostęp 2024-02-15].
- Edwige Lelièvre, Story versus history: the contentious creation of the historical videogame Versailles 1685, „Contemporary French Civilization”, 44 (1), Liverpool University Press, 2019, s. 61–79, DOI: 10.3828/cfc.2019.4 [dostęp 2022-05-30].
- Ben Dorrington Redder, Gareth Schott, Rats, Plagues, and Children, Oh My! Multimodal Representations of the Past in Historical Games: Visuality Design in and for Education, „Video Journal of Education and Pedagogy”, 2022, s. 1–21, DOI: 10.1163/23644583-bja10024 [dostęp 2022-06-22].
- Piotr Sterczewski, Young man, put your pride on the shelf. Odgrywanie płci, kamp i ironiczna męskość w serii gier tanecznych Just Dance, „Wielogłos” (3(25)), 2015, s. 75–86 [dostęp 2022-09-24].

### Artykuły w czasopismach branżowych
- François Bliss de la Boissière, From Paris with Love: de Chevalier dans l’Ordre des Arts et des Lettre, „Game Developer”, 15 marca 2006 [dostęp 2022-06-02].
- Jacques Bonnet, Vrayman formidable, vrayman dur, „Joystick” (83), 1995, s. 80–86.
- Simon Carless, Special: Ubisoft Shanghai’s Eastern Promise, „Game Developer”, 2 sierpnia 2006 [dostęp 2022-06-02].
- Richard Cobbett, Crapshoot: Hopkins FBI, the detective game whose existence should be a crime, „PC Gamer”, 28 września 2019 [dostęp 2022-06-28] (ang.).
- Alex Dunne, Infogrames Completes Acquisition of Hasbro Interactive, Games.com, „Game Developer”, 29 stycznia 2001 [dostęp 2022-06-02].
- Stefanie Fogel, Vivendi Sells Remaining Ubisoft Shares After Failed Takeover Attempt, „Variety”, 5 marca 2019 [dostęp 2022-06-02].
- Laura Geiswiller, « L’art dans le jeu vidéo », l’exposition qui met les artistes français à l’honneur, „Le Monde”, 25 września 2015.
- Nicolas Gilles, Le Plan «Informatique pour Tous», „Pix 'n Love” (5), 2008, s. 68–71.
- Ben Hanson, Co-Creating Dishonored: An Interview With The Directors, „Game Informer”, 18 lipca 2011 [dostęp 2022-06-02].
- Jon Jordan, The Euro Vision: “Kids, Inflation, Infogrames – All Games” Fault’, „Game Developer”, 13 września 2006 [dostęp 2022-06-02].
- Jon Jordan, The Euro Vision: “Bye-Bye Bruno”, „Game Developer”, 11 kwietnia 2007 [dostęp 2022-06-02].
- Nicolas Leonard, Flashback: Le jeu d’action culte s’offre un remaster sur smartphones (Android et iOS) cet été [online], JVFrance, 9 lipca 2019 [dostęp 2022-07-04] (fr.).
- Life is good: Dontnod on the success of Life is Strange and what comes next, „MCV”, 15 marca 2016, ISSN 1469-4832 [dostęp 2022-06-08] (ang.).
- Christopher Livingston, A game about a blind knight, played entirely with sound, „PC Gamer”, 13 kwietnia 2016 [dostęp 2022-06-02].
- Piotr Mańkowski, Muriel Tramis: Przez dekadę pisała przygodówki, „Secret Service” (11–12), 2014, s. 46–47.
- Mike Pattenden, Colorado, „CU Amiga” (15), 1990, s. 57.
- Jeremy Peel, Ubisoft is failing spectacularly at remaking its most beloved games, „PC Gamer”, 24 grudnia 2022 [dostęp 2023-11-20] (ang.).
- Rich Stanton, Little Big Adventure is being rebooted for the series’ 30th anniversary, „PC Gamer”, 25 stycznia 2022 [dostęp 2022-06-04].
- Marcus Stewart, The Challenging Climb To Make Jusant [online], „Game Informer”, 31 października 2023a [dostęp 2024-03-10] (ang.).
- Marcus Stewart, Dordogne Review – An Imaginative Escape [online], „Game Informer”, 13 czerwca 2023b [dostęp 2024-03-10] (ang.).
- Alex Wawro, 'Feels like a different life’: Arkane’s Colantonio on going from Ar, „Game Developer”, 15 lutego 2017 [dostęp 2022-06-08] (ang.).

### Strony internetowe
- Cristina Alexander, President Macron Responds to Criticism After Blaming Video Games for France Riots [online], IGN, 19 września 2023 [dostęp 2024-03-10] (ang.).
- Heather Alexandra, A Normal Lost Phone Tries To Explore Queer Identity And Falls Short [online], Kotaku, 27 stycznia 2017 [dostęp 2022-06-02] (ang.).
- Heather Alexandra, David Cage Games Keep Treating Women Like Shit [online], Kotaku, 2018 [dostęp 2022-05-30].
- Anarcute, le jeu étudiant de Valenciennes, débarque sur XBox One le 12 juillet [online], La Voix du Nord, 2016 [dostęp 2022-06-02].
- Anfalmyr, Test du jeu Les Schtroumpfs sur SNES [online], Jeuxvideo.com, 8 lutego 2010 [dostęp 2022-06-08] (fr.).
- Aurelie, Interview d’Elisabeth Pellen: « La diversité tire la qualité des productions vers le haut. » [online], Loisirs Numériques, 24 marca 2019 [dostęp 2022-05-30].
- Przemysław Bartula, Gry Cryo powracają – ostatnie tchnienie czy powrót z zaświatów? [online], GRY-Online, 2002 [dostęp 2022-05-30].
- James Batchelor, Quantic Dream denies allegations of homophobia, racism and toxic studio culture [online], Games Industry.biz, 2018 [dostęp 2022-05-30].
- Nicolas Blanchard, Jeux vidéo. Éric Viennot, en mémoire d’In Memoriam [online], DNA.fr, 2021 [dostęp 2022-05-30].
- Y. Breem, CHRONIQUE: L’Histoire de Tilt [online], MO5.com, 2014 [dostęp 2022-05-13].
- Christopher Byrd, ‘Tandem: A Tale of Shadows’ is an exquisitely structured puzzle-platformer, „The Washington Post”, 18 listopada 2021 [dostęp 2024-03-10] (ang.).
- Katharine Castle, Foretales review: channelling Hand Of Fate’s tabletop deckbuilding to great effect, „Rock, Paper, Shotgun”, 15 września 2022 [dostęp 2024-03-10] (ang.).
- Melanie Christin, The Story of Transformice: the 60 million players indie game [online], Game Developer, 27 maja 2015 [dostęp 2023-02-11] (ang.).
- Isaiah Colbert, Clair Obscur: Expedition 33 is a studio’s debut RPG that exceeds all expectations [online], 23 kwietnia 2025 [dostęp 2025-05-22] (ang.).
- De « Alone in the Dark » à « I am Alive ». La malheureuse histoire de DarkWorks [online], Gamekult, 2016 [dostęp 2022-05-30].
- Josuha Derocher, Review: Blocks That Matter [online], Destructoid, 12 września 2011 [dostęp 2022-10-05] (ang.).
- Jean-Christophe Detrain, En Garde!. Testez le prototype de ce chouette jeu de cape et d’épée – Geekzone.fr [online], 2018 [dostęp 2022-06-02].
- Evan Dickens, Post Mortem review [online], 2003 [dostęp 2022-05-30].
- Hayden Dingman, A Plague Tale: Innocence review: A grisly, story-driven journey through Medieval France [online], PC World, 2019 [dostęp 2022-06-02].
- Mike Diver, „White Night” Is Survival Horror for Noir Lovers [online], Vice, 2015 [dostęp 2022-06-02].
- Mike Diver, Paul Cuisset Was Making Cinematic Games Before PlayStation Existed [online], Gaming Bible, 2021 [dostęp 2022-05-30].
- Rob Fahey, For Ubisoft it’s goodbye Vivendi, hello Tencent [online], GamesIndustry.biz, 23 marca 2018 [dostęp 2022-06-02].
- Jon Fingas, Ubisoft staff in Paris will strike over working conditions [online], Engadget, 17 stycznia 2023 [dostęp 2023-11-20] (ang.).
- Focus Entertainment / Focus Home Interactive [online], GRY-Online.pl [dostęp 2022-07-05] (pol.).
- Philippe Folgado, 2 millions d’exemplaires, des critiques dithyrambiques... «Clair Obscur: Expedition 33», le jeu vidéo français qui cartonne dans le monde [online], europe1.fr, 8 maja 2025 [dostęp 2025-05-22] (fr.).
- Augustin Fontanier, Museogames au Musée des arts et métiers [online], lintermede.com, 12 września 2010 [dostęp 2022-06-23] [zarchiwizowane z adresu 2013-06-29].
- France. L’impressionnante collection de jeux vidéo de la bibliothèque nationale [online], Euronews, 8 sierpnia 2022 [dostęp 2022-08-10] (fr.).
- Michał Grygorcewicz, Wizjoner, legenda, mistrz opowieści? Nie, David Cage jest przereklamowany [online], GRY-Online, 2018 [dostęp 2022-05-30].
- Mymy Haegel, La fascinante histoire d’Akinator, le plus célèbre génie d’Internet [online], Madmoizelle, 21 lipca 2020 [dostęp 2023-02-11] (fr.).
- Zoey Handley, Review: Road 96 [online], Destructoid, 16 sierpnia 2021 [dostęp 2024-03-10] (ang.).
- Joe Juba, Haven Review – Love Conquers Some [online], Nintendo Life, 2020 [dostęp 2022-06-02].
- Jonathan Kaharl, Finding Teddy [online], Hardcore Gaming 101, 2018 [dostęp 2022-06-02].
- Kurt Kalata, Astérix & Obélix XXL [online], Hardcore Gaming 101, 3 stycznia 2011 [dostęp 2022-06-08] (ang.).
- Emma Kent, 11:11 Memories Retold, released today, is a WW1 game about normal people pushed into extraordinary events [online], Eurogamer, 2018 [dostęp 2022-06-02].
- Kisara, Test du jeu Tintin au Tibet sur MD [online], Jeuxvideo.com, 6 stycznia 2011 [dostęp 2022-06-08] (fr.).
- Le Fétiche maya [online], Abandonware France [dostęp 2022-06-26] (fr.).
- Claude Leguilloux, Focus Home Interactive grimpe après les annonces [online], Boursier.com, 6 sierpnia 2021 [dostęp 2023-12-25] (fr.).
- Ingrid Lunden, Atari Inc. Files For Ch. 11 To Separate From Troubled French Parent, And Sell Or Restructure Famous Gaming Assets [online], TechCrunch, 21 stycznia 2013 [dostęp 2022-06-02].
- Keza MacDonald, How Just Dance Conquered the World [online], IGN, 17 stycznia 2014 [dostęp 2022-09-24] (ang.).
- Cian Maher, Paper Beast is a VR game that turns big data into a peaceful, ethereal world [online], The Verge, 2019 [dostęp 2022-06-02].
- Jeffrey Matulef, Arkane founder and Prey director Raphael Colantonio departs studio [online], Eurogamer.net, 27 czerwca 2017 [dostęp 2022-06-08] (ang.).
- Métiers du futur. Le marché du jeu vidéo progresse en France [online], Campus France, 2 marca 2022 [dostęp 2023-11-20] (fr.).
- Rachel Metz, Rishi Iyengar, We played 'Stray,' everyone’s favorite new cat-centric video game. It’s purrfection [online], CNN, 22 lipca 2022 [dostęp 2022-08-19].
- Daniel R. Miller, Review: Seasons After Fall is a beautifully rendered platformer that wants you to kick back rather than sweat over the sticks [online], GameZone, 2016 [dostęp 2022-06-02].
- Maciej Myrcha, Ponad 10 milionów osób gra w Dofusa [online], GRY-Online, 8 października 2008 [dostęp 2022-06-04].
- Richard Newby, The 10 Best Video Games of 2022 [online], Time, 27 listopada 2022 [dostęp 2024-03-10] (ang.).
- Scott Osborne, Syberia Review [online], GameSpot, 2002 [dostęp 2022-05-30].
- Izabela Pamuła, Cichosza [online], Kulturalne Media, 6 kwietnia 2018 [dostęp 2022-10-05].
- Paul Cuisset, honorary member of MO5.COM [online], MO5.com [dostęp 2022-05-13].
- Tom Phillips, The happiness of Michel Ancel, the Rayman legend [online], Eurogamer, 2013 [dostęp 2022-06-02].
- Ziemowit Poniewierski, Ishar: wielka twierdza Francuzów [online], Pixelpost.pl, 19 listopada 2017 [dostęp 2022-06-26].
- Damien Poussier, Heart of Darkness [online], Hardcore Gaming 101, 2011 [dostęp 2022-05-30].
- Shuva Raha, Désiré review [online], Adventure Gamers, 2016 [dostęp 2022-06-02].
- Allen Rausch, Still Life – Page 1 [online], GameSpy, 2005 [dostęp 2022-05-30] [zarchiwizowane z adresu 2016-01-14].
- Ollie Reynolds, Review: There Is No Game: Wrong Dimension – Don’t Let The Title Fool You [online], Nintendo Life, 2021 [dostęp 2022-06-02].
- Willa Rowe, Clair Obscur: Expedition 33’s style is its substance [online], Digital Trends, 17 maja 2025 [dostęp 2025-05-22] (ang.).
- Paweł Schreiber, North & South: slapstickowa wersja Wojny Secesyjnej [online], Pixelpost, 1 września 2019 [dostęp 2022-06-08].
- Brendan Sinclair, Taking Syberia into uncharted territory [online], GamesIndustry.biz, 17 stycznia 2023a [dostęp 2023-11-03] (ang.).
- Brendan Sinclair, French union accuses Ubisoft Paris of crunch, mismanagement [online], GamesIndustry.biz, 28 marca 2023b [dostęp 2023-11-20] (ang.).
- Joe Skrebels, Directors Commentary – revisiting Life is Strange with its creators [online], GamesRadar, 2016 [dostęp 2022-06-02].
- Ben Stahl, Rayman 2: The Great Escape Review [online], GameSpot, 2000 [dostęp 2022-05-30].
- Jim Sterling, 9/11 influencing Beyond Good & Evil [online], Destructoid, 2009 [dostęp 2022-05-30].
- Pascal Tekaia, Shady Part of Me review [online], Adventure Gamers, 2021 [dostęp 2022-06-02].
- Type:Rider. Un jeu vidéo sur l’histoire de la typographie [online], France Culture, 18 sierpnia 2014 [dostęp 2023-02-11] (fr.).
- Ubisoft announces record investments and 1,000 new jobs to be created in Québec [online], Montréal International, 5 września 2017 [dostęp 2022-06-02].
- Anca Ulea, Video game enthusiasts gather IRL at Paris Games Week [online], euronews, 3 listopada 2022 [dostęp 2024-03-10] (ang.).
- Philippe Ulrich, « Avec Dune, nous avons imaginé le premier CD-ROM de l’histoire ! » [online], CNC, 21 lutego 2019 [dostęp 2022-05-30].
- Un pas fragile remporte le prix du meilleur jeu étudiant, Cnam, 2017 [dostęp 2022-06-02].
- Guillaume Verdin, Le Conservatoire National du Jeu Vidéo a besoin de vous [online], Le Mag de MO5.COM, 22 grudnia 2020 [dostęp 2022-08-10] (fr.).
- Eric Viennot, « Ma culture cinéma m’a donné l’envie de raconter des histoires » [online], CNC, 2019 [dostęp 2022-05-30].
- John Walker, Retrospective: Omikron: The Nomad Soul [online], Eurogamer, 2011 [dostęp 2022-05-30].
- Oli Welsh, From Dust [online], Eurogamer, 2011 [dostęp 2022-06-02].
- David Wildgoose, Night Call Review – The Full Fare [online], GameSpot, 2019 [dostęp 2022-06-02].
- Anastasia Wilds, 10 Best Action Horror Games On The PS1 [online], ScreenRant, 30 maja 2022 [dostęp 2022-06-08] (ang.).
- Mike Worby, The Best Free RPGs You Should Check Out [online], Cultured Vultures, 12 sierpnia 2021 [dostęp 2022-06-04].
- Wesley Yin-Poole, „A true visionary”: tributes to Syberia creator Benoît Sokal, who has died aged 66 [online], Eurogamer, 2021 [dostęp 2022-05-30].
- Yoan Fanise [online], European Institute of Innovation & Technology, 2019 [dostęp 2022-06-02].